# Magliano in Toscana
Magliano in Toscana er en italiensk by (og kommune) i regionen Toscana i Italien, med omkring 3.286(2023) indbyggere. 